# Petits Secrets

Petits Secrets (Per oder Pica) est un film luxembourgeois réalisé par Pol Cruchten en 2006.

## Fiche technique
- Titre : Petits Secrets
- Titre original : Perl oder Pica
- Réalisation : Pol Cruchten
- Scénario : Francois Dupeyron
- Durée : 86 minutes
- Pays :  Luxembourg
- Date de sortie : 6 mai 2009 en  France
- Musique : Jean-Claude et Angélique Nachon

## Distribution
- Ben Hoscheit
- André Jung (acteur)
- Nicole Max